# Aqua Traiana
Die Aqua Traiana ist eine antike römische Wasserleitung (Aquädukt) zur Versorgung der Stadt Rom. Zusätzlich zu den bestehenden neun Aquädukten versorgte sie das rechte Tiberufer (heute Trastevere) mit Wasser.

## Geschichte

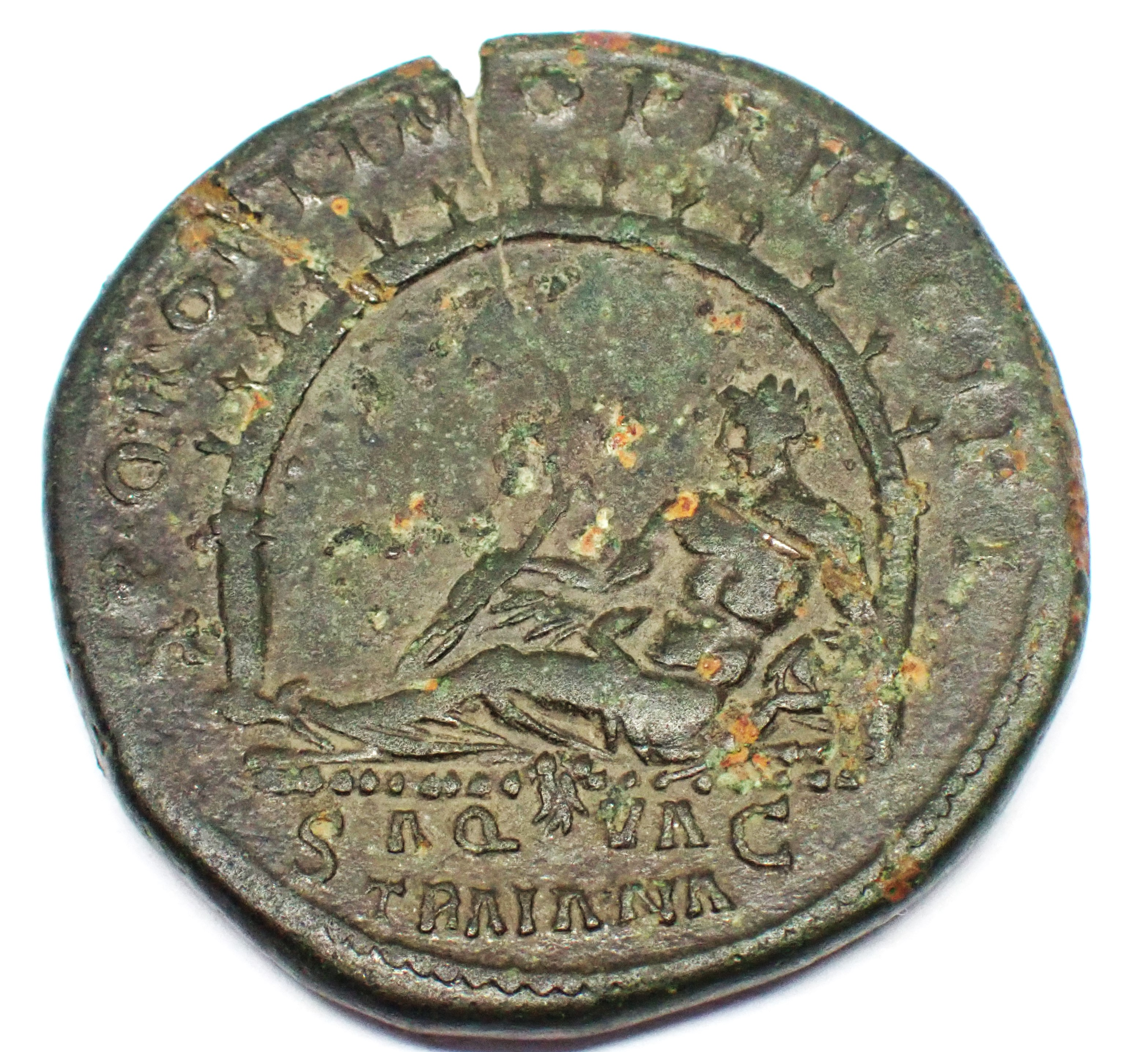
Sesterz des Trajan, Flussgott in Aqua Traiana

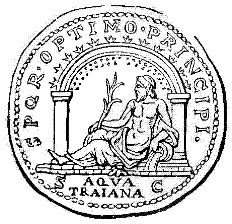
Antike Münze

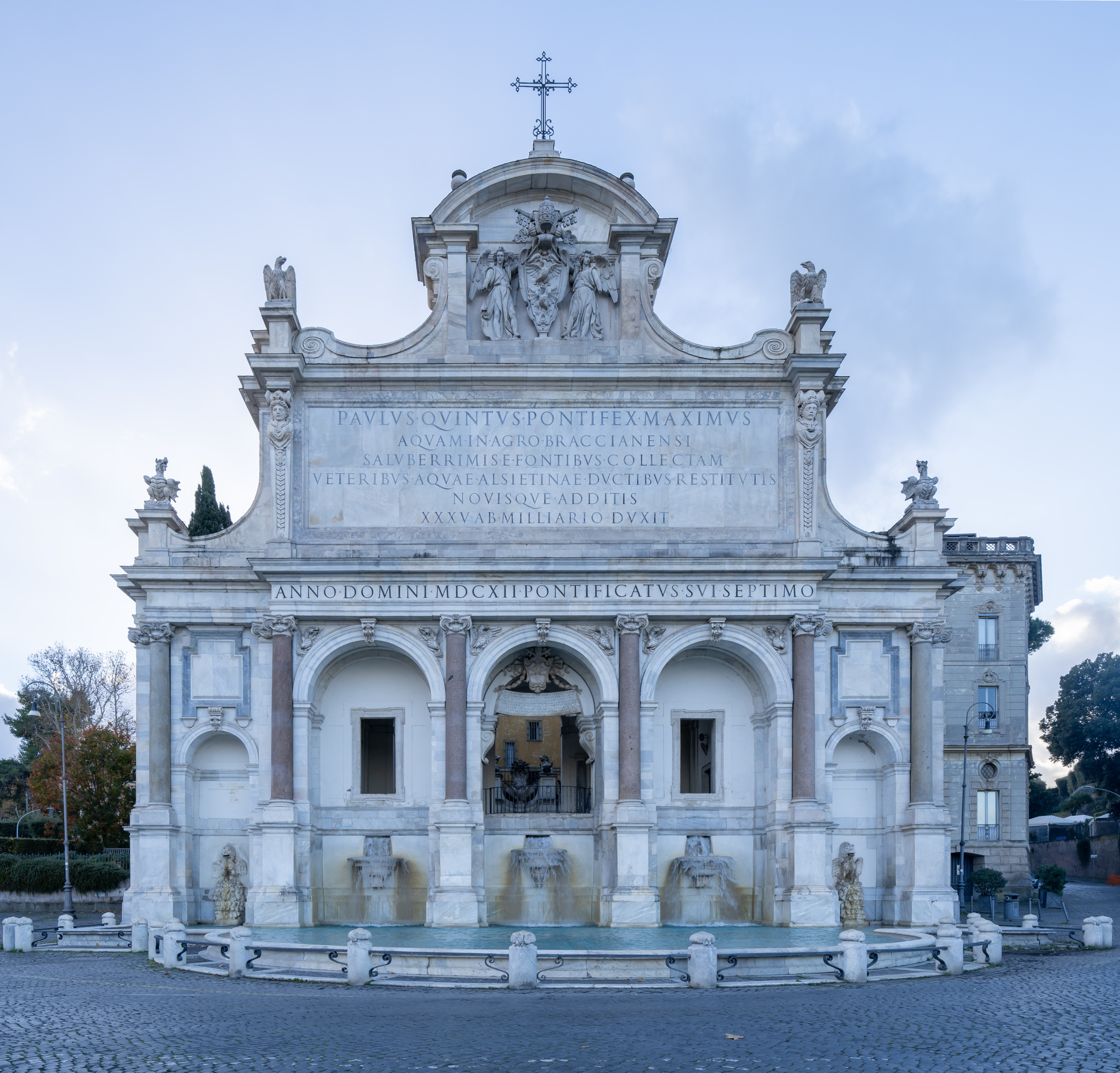
Fontana dell’Acqua Paola

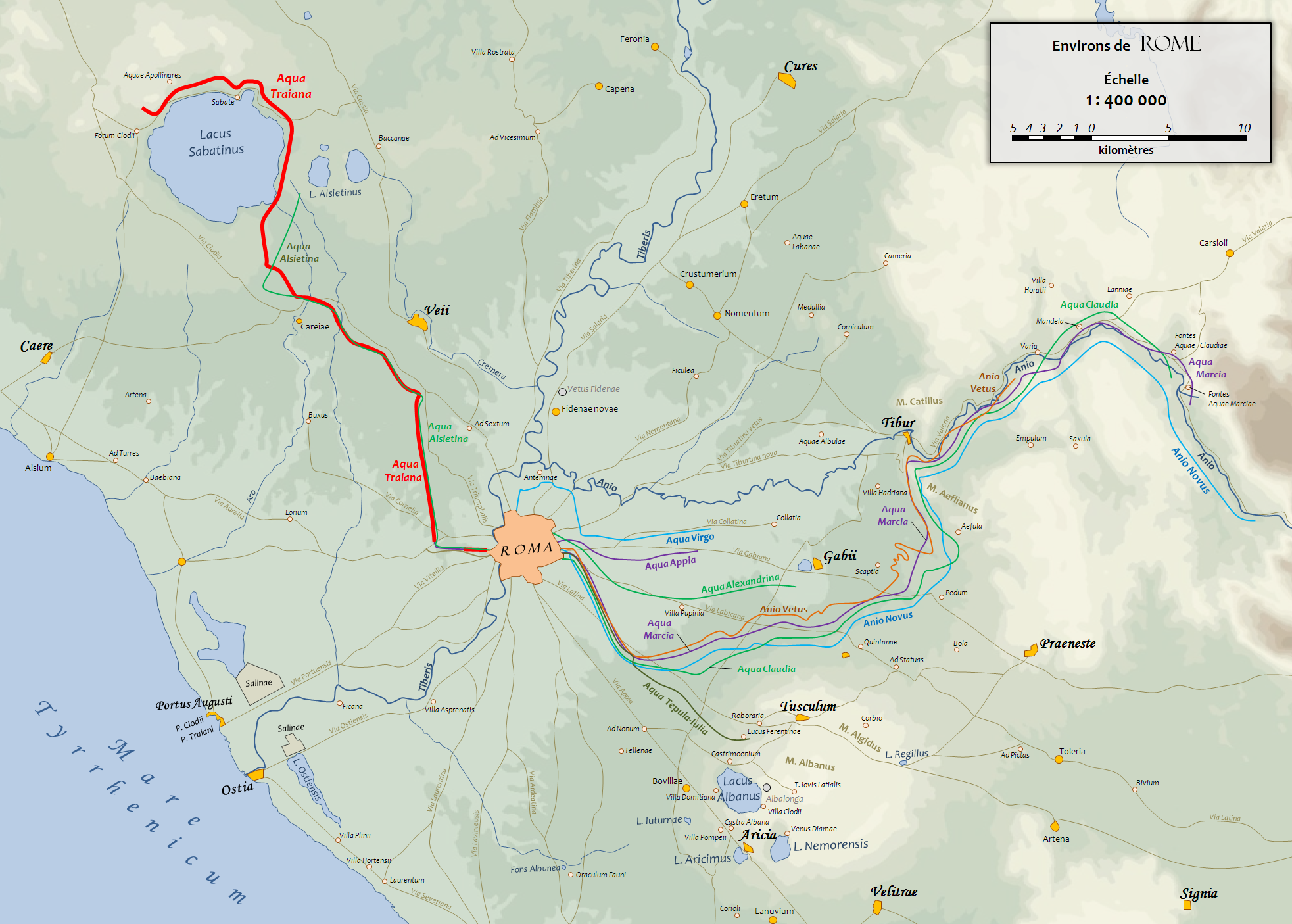
Verlauf der Aqua Traiana

Quellen der Aqua Traiana und der Acqua Paola

Die Aqua Traiana wurde unter der Herrschaft Kaiser Trajans im Jahr 109 n. Chr. errichtet.
Die Wasserleitung wurde zum Teil durch Witichis, König der Ostgoten, bei der Belagerung Roms im Jahr 537 n. Chr. zerstört, aber wenige Jahre später durch den Feldherren Belisar unter der Herrschaft des oströmischen Kaisers Justinian I., wiederhergestellt.
Neue Eingriffe fanden während der Zeit des Papstes Honorius I. im 7. Jahrhundert statt. Beim Durchzug der Langobarden und der Sarazenen erfuhr die Aqua Traiana weitere Schädigung und wurde deshalb zwischen dem 8. und 9. Jahrhundert nochmals repariert.

## Acqua Paola
Papst Paul V. ließ 1605 eine neue Wasserleitung entlang der antiken Kanalführung wiederaufbauen. Dieser Wiederaufbau ist unter dem Namen Aqua Paola bekannt. Der Papst dürfte damals der Meinung gewesen sein, die Aqua Alsietina aus der Zeit des Kaisers Augustus renoviert zu haben, wie eine Gedenktafel auf einem Aquädukt der Acqua Paola und an der Fontana Paola, dem Endpunkt der Wasserleitung, beweist.

## Wasserführung
Die Quellfassungen der Aqua Traiana, heute Acqua Paola, liegen in den Sabatiner Bergen im Norden des Braccianosees, in der Antike Lacus Sabatinus, etwa 50 km nordwestlich vom Stadtzentrum Roms. Die antike Wasserleitung, hatte eine Länge von 59,2 km. Die Acqua Paola nützt wahrscheinlich nicht alle Quellen, die die Aqua Traiana nutzte, nimmt aber seit 1673 auch Wasser direkt aus dem Braccianosee auf.
Ab der Entnahmestelle südlich von Anguillara Sabazia ist der Verlauf von Aqua Traiana und Acqua Paola identisch. Sie folgen dem Fluss Arrone, der der einzige Abfluss des Braccianosees ist und erreichen über eine unterirdische Strecke den heutigen römischen Stadtteil La Giustiniana. Sie verlaufen entlang der Via Braccianense Claudia und der Via Trionfale, danach auf einer Bogenkonstruktion entlang der Via Aurelia Antica und enden auf dem Gianicolo in der Nähe der späteren Porta Aurelia (heute: Porta San Pancrazio). Von dieser Anhöhe aus konnte das Wasser verteilt werden und diente sogar als Antrieb für Mühlräder.
Das Aquädukt wird seit 1937 von der Acea, dem Wasserversorger der Stadt Rom, betrieben.

## Sonstiges
Die Aqua Traiana wurde 1992 von der American Society of Civil Engineers in die List of International Historic Civil Engineering Landmarks aufgenommen.